# Verwaltungsgemeinschaft Elbe-Parey
In der Verwaltungsgemeinschaft Elbe-Parey waren die Gemeinden Bergzow, Derben, Ferchland, Güsen, Hohenseeden, Parey und Zerben im sachsen-anhaltischen Landkreis Jerichower Land zusammengeschlossen. Am 1. September 2001 wurde aus den Mitgliedsgemeinden die Einheitsgemeinde Elbe-Parey gebildet.